# Bronisław Wołkowicz
Bronisław Wołkowicz (ur. 21 października 1973 w Opolu) – polski judoka.
Mając osiem lat, wraz ze starszym bratem Bogdanem zapisał się do sekcji judo AZS Gliwice.

## Osiągnięcia
- Olimpiada w Atlancie 1996 – 12. miejsce
- Akademickie Mistrzostwa Świata 1994 w Niemczech - srebrny medal
- Akademickie Mistrzostwa Świata 1996 w Kanadzie – srebrny medal
- Mistrzostwa Europy w Hadze 1994 - brązowy medal
- Mistrzostwa Europy w Pradze 1999 – 5. miejsce
- Mistrzostwa Europy w Paryżu 1995 – 7. miejsce
- Mistrzostwa Europy w Holandii 1997— 7. miejsce
- Puchar Świata – 1996 - brązowy medal
- Puchar Świata – 1997 - brązowy medal
- Puchar Świata – Warszawa 1999 – złoty medal
- Puchar Świata – 2000 - brązowy medal
- Puchar Świata – Rotterdam 2001 – złoty medal
- Puchar Świata – Budapeszt 2002 – srebrny medal
- Olimpiada Francuskojęzyczna w Kanadzie 1999 – 5. miejsce
- Mistrzostwa Polski - 1994 - srebrny medal
- Mistrzostwa Polski - 1995 - złoty medal
- Mistrzostwa Polski - 1998 - złoty medal
- Mistrzostwa Polski - 1999 - złoty medal
- Mistrzostwa Polski - 2000 - złoty medal
- Mistrzostwa Polski - 2001 - srebrny medal
- Mistrzostwa Polski - 2002 - srebrny medal
- Mistrzostwa Polski - 2003 - srebrny medal
- Mistrzostwa Polski - 2004 - złoty medal
- Mistrzostwa Polski - siedem brązowych medali
- Akademickie Mistrzostwa Polski – 12 medali (większości złotych).

- Zawodnik kadry narodowej w latach 1991-2004.
- Zawodnik kadry olimpijskiej w latach 1993-2002.